# Навоз
Наво́з — органическое удобрение, состоящее из экскрементов сельскохозяйственных животных, при этом в Большой российской энциклопедии (2022) навоз определяется как органическое удобрение из твёрдых и жидких экскрементов, а в 3-м издании Большой советской энциклопедии (1974) говорится лишь о твёрдых выделениях сельхозживотных.
Обладает характерным запахом и консистенцией. Получается в результате ферментативной и микробиологической переработки организмом животного фуража и других кормов. Помимо использования в качестве удобрения, навоз применяется для производства биогаза, в качестве биотоплива в теплицах, для производства бумаги, в строительных целях, как топливо для обогрева жилых помещений.

## Этимология слова
«Навоз» — слово собственно русское, отмечаемое в документах с XVI века. Является безаффиксным производным от глагола «навозити» (от «возить»), то есть, буквально, — «то, что привозится».

## Навозоудаление при содержании сельскохозяйственных животных
Современная технология навозоудаления при содержании сельскохозяйственных животных обычно заключается в транспортировке навоза из помещений, в которых они содержатся, сначала в поперечный канал, затем в навозосборник (место временного хранения навоза, — например, приямок), затем — в мобильные транспортные средства, с помощью которых навоз доставляется в специальное сооружение для его хранения — навозохранилище. Выгрузка навоза из навозосборника в транспортные средства может осуществляться различными механизмами: ковшовыми навозопогрузчиками типа НПК (например, НПК-30), помощью скипового навозопогрузчика типа ОН (например, ОН-4), наклонными скребковыми транспортёрами типа ТСН (например, ТСН-160 и ТСН-2Б), наклонными загрузчиками шнекового типа.
Используемые системы навозоудаления, особенно на фермах крупного рогатого скота, нередко работают малоэффективно и неспособны обеспечить высокую надёжность технологических процессов. Связано это в первую очередь с тем, что некоторые виды применяемого оборудования могут эффективно работать только с таким транспортируемым навозом, относительная влажность которого находятся в узком диапазоне величин. Транспортёры типа ТСН-160 и ТСН-2Б хорошо справляются с выгрузкой лишь твёрдого навоза, при работе с жидким навозом их эффективность близка к нулю. Навозопогрузчики типа НПК-30 эффективны лишь при работе с навозом средней влажности; если же навоз разжижен водой либо, наоборот, слишком густой, их эффективность резко снижается.
Сделать так, чтобы относительная влажность навоза была постоянна, практически невозможно по причине того, что эта величина может колебаться в широком диапазоне даже в течение суток: её повышение может происходить и в связи со сбросами воды после мойке оборудования и помещений, и результате течи поилок, и результате попадания в пути навозоудаления грунтовых, талых и прочих вод природного происхождения; бессистемное внесение подстилки также может существенным образом влиять на влажность навоза.
Для работы с навозом более эффективен наклонный загрузчик шнекового типа, который способен обеспечить высокую надёжность процесса транспортировки как для густого, так и для жидкого навоза.

## Терминология и классификация
Различают навоз подстилочный и бесподстилочный. Подстилочный навоз представляет собой смесь твёрдых и жидких экскрементов с подстилкой, в качестве которых могут выступать древесные опилки, торф или солома. Бесподстилочный навоз, в свою очередь, может быть жидким и полужидким.
По степени разложения различают пять состояний навоза:
- свежий,
- слаборазложившийся,
- полуперепревший,
- перепревший,
- перегной.

Количество органического вещества в перепревшем навозе и перегное в 2—3 раза меньше по сравнению со свежим навозом.

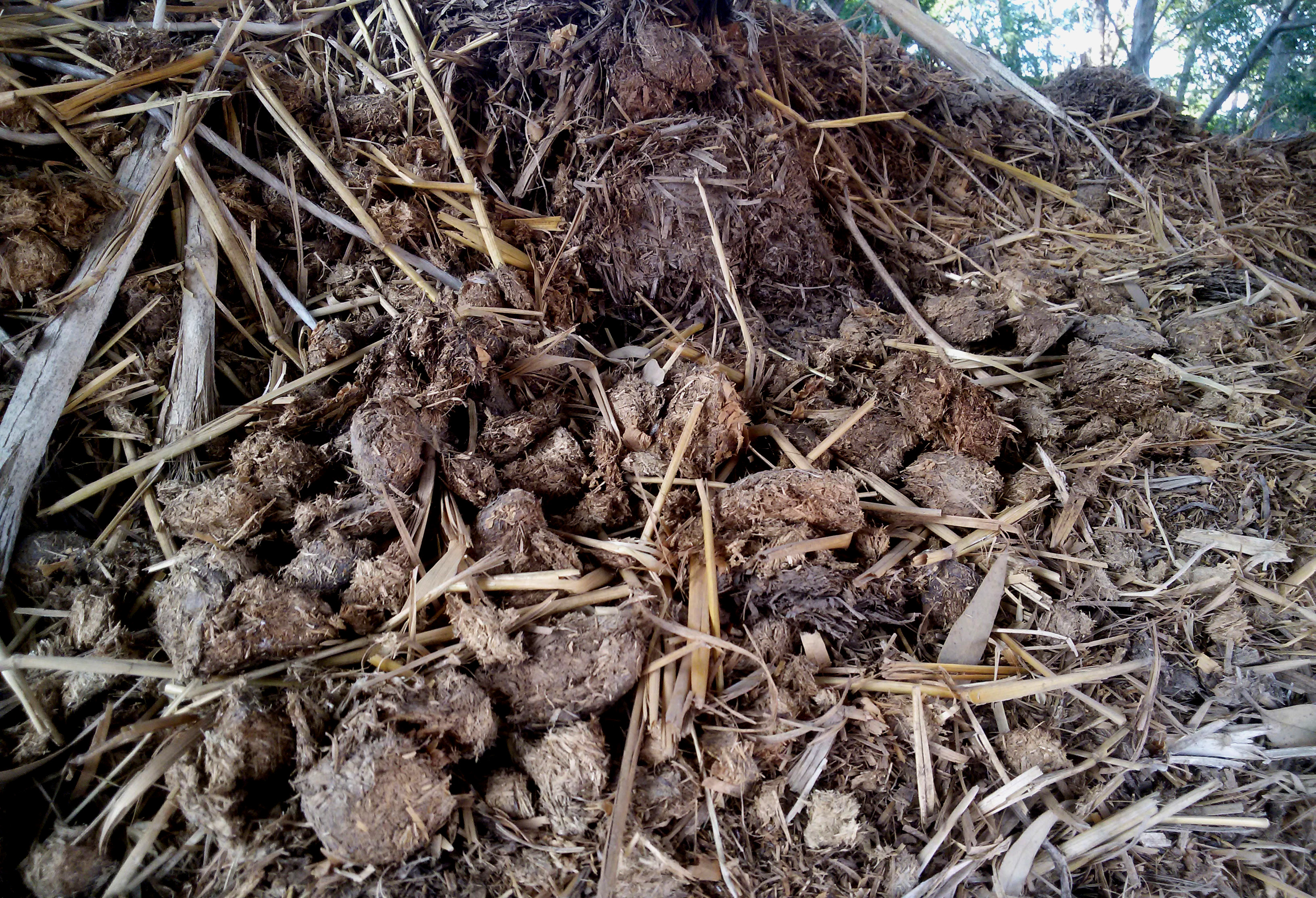
Конский навоз. Ган-Хаим, Израиль

Навоз также различают по видовой принадлежности животных, производящих навоз:
- конский навоз,
- коровий навоз,
- овечий навоз,
- свиной навоз.

На острове Тасмания применяется кенгуриный навоз, в Скандинавии — лосиный.
Жидкость, которая выделяется из навоза, называется навозной жижей. Для её сбора, хранения и обеззараживания может использоваться специальное сооружение — жижесборник.

## Химический состав
В среднем в одной тонне навоза влажностью 75 % содержится около 220 кг веществ, являющихся питательными для растений, в том числе 210 кг органических веществ и 13,5 кг питательных минеральных веществ (азотистые, калийные и фосфорные соединения). При применении в качестве подстилки торфа количество азота в подстилочном навозе увеличивается, а количество фосфора и калия снижается.
Примерный химический состав свежего подстилочного (солома) навоза, %% (смешанный навоз — навоз от разных животных)
| Вид животных         | Вода | Орган. вещ-во | Азот, N | Фосфор, P2O5 | Калий, K2O | Кальций, CaO | Магний, MgO |
| -------------------- | ---- | ------------- | ------- | ------------ | ---------- | ------------ | ----------- |
| Крупный рогатый скот | 77,3 | 20,3          | 0,50    | 0,23         | 0,59       | 0,40         |             |
| Лошади               | 71,3 | 25,4          | 0,77    | 0,28         | 0,63       | 0,21         |             |
| Овцы, козы           | 64,6 | 31,8          | 0,83    | 0,23         | 0,67       | 0,33         |             |
| Свиньи               | 72,4 | 25,0          | 0,65    | 0,19         | 0,60       | 0,18         |             |
| Смешанный            | …    | …             | 0,5     | 0,25         | 0,6        | 0,35         | 0,15        |

## Применение в растениеводстве
Органическое вещество, содержащееся в навозе, при внесении в почву улучшает её физико-химические и химические свойства, её структуру, водный и воздушный режимы, усиливает биологическую активность почвы.

### Обезвреживание
Перед применением навоз иногда подвергают обработке с целью обезвреживания возбудителей инфекционных и инвазионных болезней. Применяются два основных способа обработки навоза: биотермический и химический. При химической обработке обычно используют формальдегид, аммиак либо хлор.

### Использование в качестве удобрения в сельском хозяйстве
В качестве удобрения навоз используется с глубокой древности. В России до Октябрьской революции навоз был основным удобрением, используемым для пахотных земель. В СССР доля минеральных удобрений в общем количестве используемых удобрений существенно выросла, однако ещё в начале 1970-х годов на поля вывозилось до 500 млн т органических удобрений (в основном навоза).
Свойства навоза как удобрения («агрономические свойства») зависят от вида животных, его произведших, от их возраста, условий их содержания (в том числе от особенностей и качества кормов), а также от технологии удаления и хранения навоза.

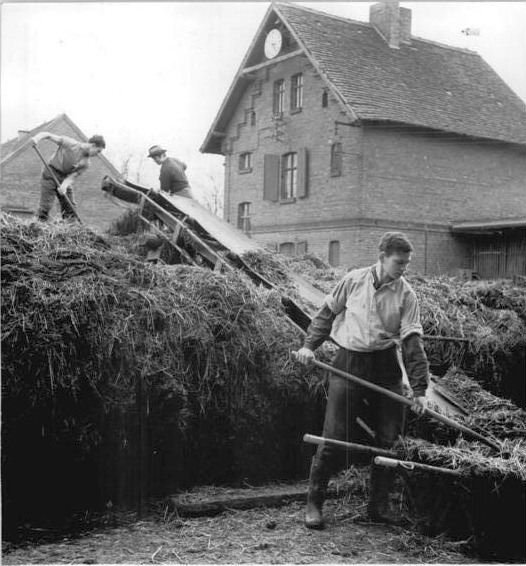
Члены Союза свободной немецкой молодёжи (FDJ) обучаются закладывать навозную кучу в одном из сельхозкооперативов округа Лейпциг (ГДР, 1963)

Хорошо перепревший и, таким образом, обеззараженный навоз используется как ценное удобрение на полях для восстановления плодородия почвы. Свежий навоз считался одним из лучших удобрений. Свежий навоз, однако, может угнетать большинство культурных растений; кроме того, в нём сохраняются неповреждённые семена сорных растений, споры грибов и бактерий. Навоз хранят в специально отведённых местах (навозохранилищах), для этого его специально уплотняют для удаления воздушных прослоек. При уплотнении происходит удаление воздуха, снижение воздухопроницаемости и повышение теплопроводности навоза, что мешает развитию микрофлоры. Различают три основных метода хранения навоза: горячий, горячепрессованный (метод Кранца) и холодный метод. Горячий метод заключается в рыхлом хранении навоза в кучах, при этом в массу удобрения легко проникает воздух, что приводит к активному росту микрофлоры, разрушающей органические компоненты навоза. При хранении в открытых неуплотнённых кучах, навоз за полгода теряет до 60 % массы сухого органического вещества и до 50 % содержащегося в нём азота. Наиболее выгодным методом хранения навоза является холодный метод, когда навоз сразу после получения уплотняют до максимальной плотности и хранят в защищенных от почвенной и атмосферной влаги прохладных помещениях, как правило, на бетонной поверхности. Ранее широко использовавшийся метод Кранца заключается в уплотнении навоза сразу после его разогрева до 50—60 °C и направлен на ускорение разложения органических соединений навоза при минимизации потерь соединений азота. Метод Кранца позволял ускорить эффект использования навоза при некотором снижении его удельной эффективности, что было выгодно лишь до появления синтетических азотных удобрений.
Применение навоза в качестве удобрения позволяет не только внести в почву достаточное количество всех необходимых растениям макро- и микроэлементов, но и улучшает физико-механические свойства почвы. Кроме того, навоз способствует активации почвенной микрофлоры и вносит в почву дополнительное количество углекислого газа. Навоз улучшает условия усвоения растениями большинства минеральных удобрений.

#### Особенности использования бесподстилочного навоза

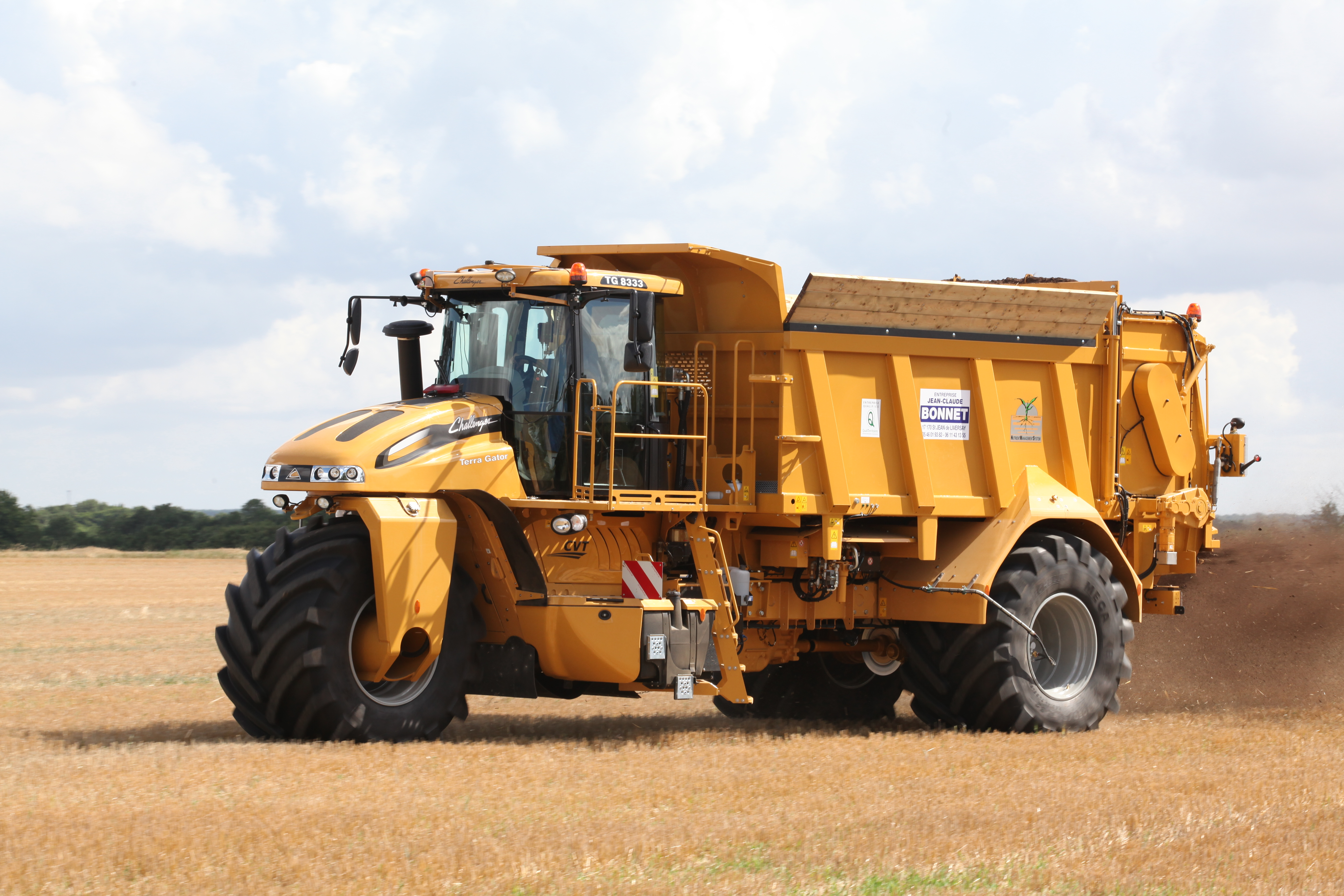
Современный самоходный навозоразбрасыватель Challenger TerraGator TG 8333 NMS производства компании AGCO, США

При внесения в почву бесподстилочного навоза используются два основных способа: поверхностный и внутрипочвенный.

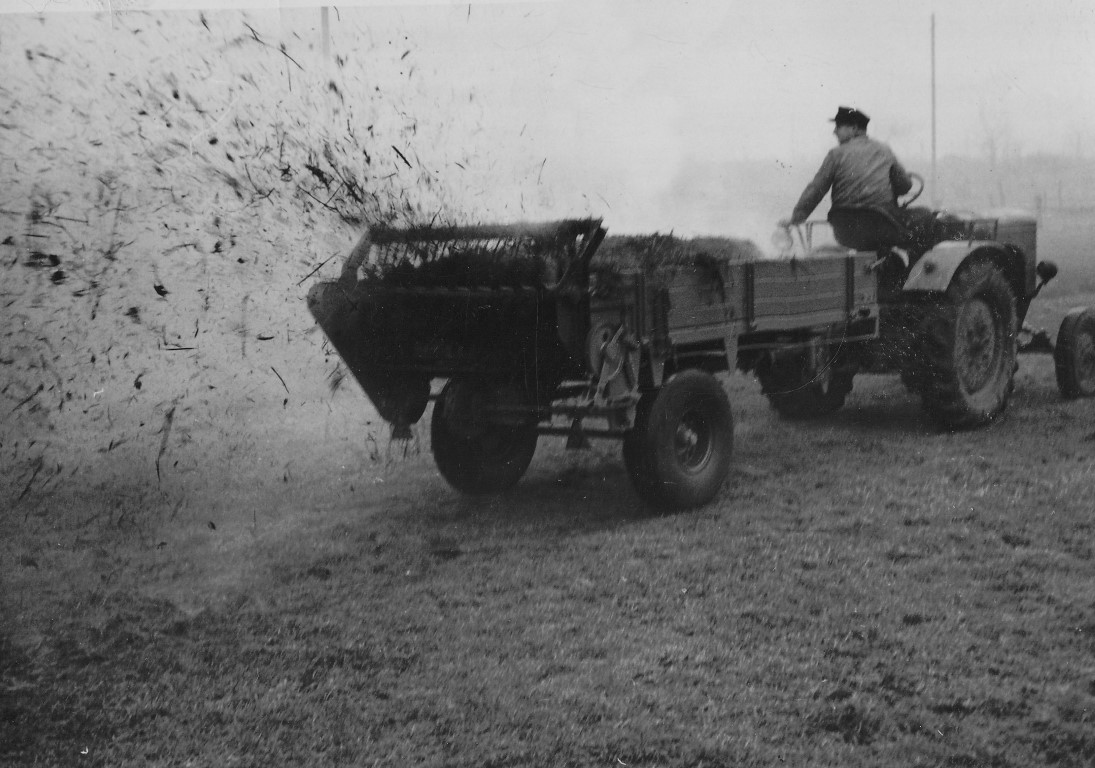
Навозоразбрасыватель фирмы Fortuna Fahrzeugbau в действии. Западная Германия (1954)

Для поверхностного внесения в почву используются специальная техника — навозоразбрасыватели. При этом следует учитывать, что использование бесподстилочного навоза в качестве органического удобрения нередко имеет низкую экономическая эффективность, из-за чего значительная его часть (более 40 %) в России (по состоянию на начало XXI века) не используется вообще. Низкая же экономическая эффективность его использования связана в том числе с эксплуатацией таких навозоразбрасывателей, которые по причине своей крупнотоннажности увеличивают плотность почвы, что, в свою очередь, нередко приводит к существенному снижению урожайности. Другая проблема, связанная с бесподстилочным навозом, заключается в том, что его использование по причине низкой экологичности применяемых технологий нередко сопровождается нарушениями требований охраны окружающей среды.
Более эффективной является технология использования бесподстилочного навоза (равно как и помёта) для создание подпахотного гумусового слоя. Навоз в том случае вносится в почву путём глубокого депонирования. Эффективность этого способа связана с пролонгированным действием навоза (в частности, существенно повышается так называемое «последействие удобрения», то есть положительное влияние внесённого удобрения на урожай второго и последующего годов), общим повышением плодородия почвы и снижением нагрузки на окружающую среду.

### Растениеводство на жидких средах
С помощью специальных установок можно круглогодично выращивать различные аквакультуры, а также проростки зерновых культур на жидких средах, изготовленных на основе бесподстилочного навоза. Получаемая на таких установках продукция используется в основном как сочный зелёный корм для сельскохозяйственных животных, примерно в три раза более ценный по питательной ценности по сравнению с комбикормами.

### Приготовление компостов
Навоз также используется в качестве одного из основных компонентов для приготовления компостов — органических удобрений, получаемых в результате разложения под действием микроорганизмов различных органических материалов растительного и животного происхождения (помимо навоза, это может быть птичий помёт, солома, торф, различные нетоксичные отходы промышленного и бытового происхождения, в том числе ботва, древесные отходы, лигнин; из смесей, включающих навоз, наиболее широко распространены торфонавозные компосты).

### Навоз как биотопливо
В парниково-тепличных хозяйствах навоз используется в качестве биотоплива: обычно навоз (коровий, свиной, конский, при этом последний считается для этих целей наилучшим) смешивают с соломой или опилками и укладывают в тепличные гряды; через некоторое время в результате биохимических процессов температура такой смеси может достигнуть 70 ºC. Сверху насыпают грунт, в который высаживают растения.

### Навоз как субстрат для производства грибов
Компост на основе конского навоза считается лучшим субстратом для промышленного производства шампиньонов. Во второй половине XX века в связи с сокращением поголовья лошадей вместо «натурального» компоста (на основе чистого конского навоза) стали применять заменители — навоз других животных, птичий помёт, различные отходы пищевой промышленности (например, мясоперерабатывающей); также готовят субстрат на основе соломы с добавкой конского навоза («полусинтетический») или без добавки («синтетический»). Наиболее ценен навоз лошадей, питавшихся сеном, овсом, ячменём; хуже — навоз лошадей, кормящихся на пастбище или силосом. Физические и химические свойства компоста в значительной степени зависят от подстилки, входящей в состав навоза. В качестве подстилки используют солому различных злаков, опилки, торф и другие материалы. При приготовлении компоста предпочитают использовать ржаную и пшеничную солому, так как она имеет наивысшее содержание целлюлозы, необходимой грибам для углеродного питания. Навоз крупного рогатого скота уступает конскому как по содержанию питательных веществ, так и по качествам, необходимым для приготовления компоста — имеет высокую влажность, хуже просыхает, при ферментации слабее разогревается. Для шампиньоноводства лучше всего подходит навоз крупного рогатого скота, полученный в зимнее время, поскольку в этот сезон животным дают концентрированные корма и используют повышенные нормы соломы и опилок для подстилки.

### Использование в комнатном садоводстве
Навоз используют также и как удобрение для подкормки комнатных растений (обычно разбавляя его водой в пропорции 1 к 10). Для этих целей лучше всего подходит лосиный навоз по причине почти полного отсутствия у него запаха.

## Применение навоза в других отраслях
Бесподстилочный навоз используется при производстве кормовых добавок, лекарств, различных физиологически активных веществ, бумаги, благовоний, для получения синтетической нефти. Во Франции в XIX веке бумагу изготавливали из конского навоза, в Африке изготавливали бумагу из слоновьего навоза.

### Навоз как сырьё для производства биогаза
Навоз активно используется в качестве сырья для получения биогаза; после того, как сырьё пройдёт процесс анаэробного сбраживания в биогазовой установке, оно может быть использовано в качестве удобрения в сельском хозяйстве.

### Навоз как топливо

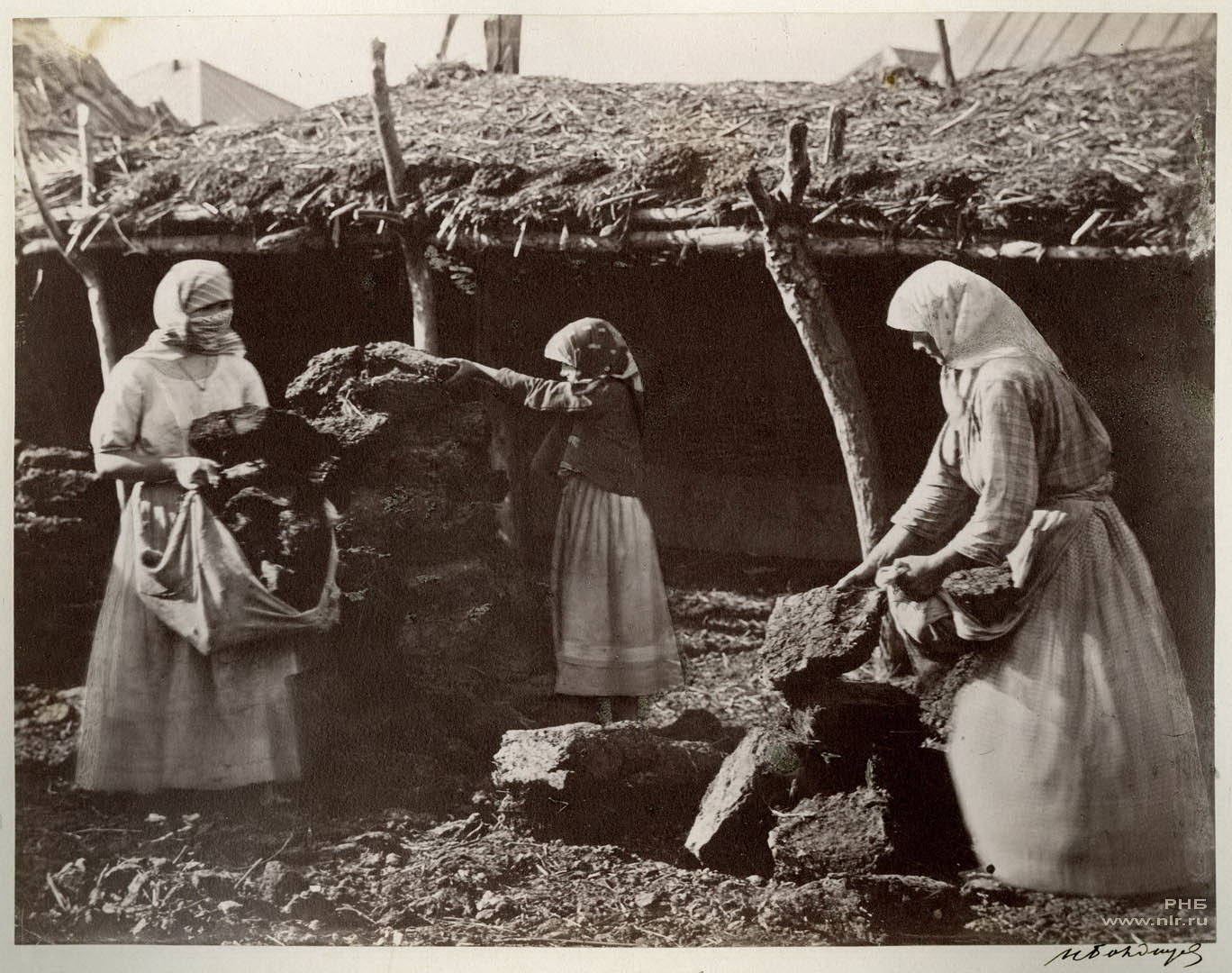
Казачки сносят в катух (хлев, сарай) кизяки, используемые в дальнейшем как топливо. Цимлянская станица, Российская империя. Фотография, 1875—1876

Высушенный навоз, кизяк (название происходит от тюркского тезек), используется до настоящего времени в качестве топлива (например, для сжигания в печи у тюркских народов для обогрева или приготовления пищи). Например, по свидетельству этнографа и географа М. Песселя, в Гималаях в домашних печах «обычное топливо — ячий кизяк, причём, сгорая, он даёт приятный дым, отдалённо напоминающий ладан».
В результате ферментативного разложения навоза, в частности, при изготовлении силоса, образуется богатый метаном (60—70 %) биогаз, который можно использовать для отопления и хозяйственных нужд.

### Использование навоза в промышленности
Клетчатка (целлюлоза, входящая в состав клеточных оболочек всех высших растений) не переваривается животными, поэтому навоз содержит её в большом количестве, причём в измельчённом виде. Из неё можно изготавливать бумагу. Для этого навоз хорошо промывается в проточной воде (подобная технология обычно наносит большой вред экологии рек), после чего полученная целлюлоза обрабатывается обычным порядком.

### Использование навоза в строительстве
Навоз также употребляется как связывающее вещество при строительстве домов (в смеси с песком или тощей глиной и соломой) (саманные постройки). 
Коровий навоз является дополнительным компонентом при в производстве штукатурного раствора для последнего (финишного) гидроизоляционного слоя штукатурки, которым покрывают наружные стены при строительстве из самана (глиняного сырцового кирпича).

## Риски применения навоза
Исследование Университета Миннесоты 2007 года показало, что некоторые сельскохозяйственные культуры, включая кукурузу, салат и картофель, способны накапливать антибиотики из почвы, удобренной навозом животных, получавших эти препараты. Результаты данного исследования поднимают вопросы о потенциальных рисках для здоровья человека при употреблении продуктов, выращенных на таких почвах. 
Навоз может быть значительным переносчиком антибиотиков и генов устойчивости к антибиотикам. Длительное применение навоза может увеличить разнообразие и количество таких генов устойчивости в сельскохозяйственной почве. Гены устойчивости к антибиотикам считаются новыми загрязнителями окружающей среды, способными снизить эффективность антибиотиков против патогенных для человека бактерий.